# Puls pro Sekunde
Ein Puls pro Sekunde (PPS, oder 1PPS) (im Englischen auch Pulse per Second) ist ein elektrisches Signal, das weniger als eine Sekunde andauert, eine scharf ansteigende oder abfallende Flanke hat und das sich präzise einmal pro Sekunde wiederholt. PPS-Signale werden von Radio-Baken, Frequenznormalen oder anderen Arten von Präzisionsoszillatoren und einigen GPS-Empfängern ausgegeben. Präzisionsuhren werden manchmal so hergestellt, dass diese ein PPS-Signal generieren und an eine Verarbeitungseinheit übergeben, wo das PPS-Signal an die UTC-Sekunde angeglichen wird und in ein für die Anzeige-Einheit brauchbares Format konvertiert wird. Atomuhren haben üblicherweise einen externen PPS-Ausgang, obwohl sie intern mit einer anderen Frequenz arbeiten könnten (z. B. mit 9.192.631.770 Hz bei Caesium-Atomuhren (siehe Definition einer Sekunde)).

## Einsatz
PPS-Signale werden für präzise Zeitmessung angewendet. Eine zunehmend verbreitete Anwendung ist die computergestützte Zeiterfassung, mit Berücksichtigung des Network Time Protocols (NTP).
Weil GPS als eine Stratum-0-Quelle angenommen wird, ist eine gewöhnliche Anwendung die Verbindung des PPS-Signals mit dem PC über eine Verbindung mit geringer Latenzzeit und geringem Jitter, die dem Programm ermöglicht, sich darüber zu synchronisieren. Dieses macht aus dem PC eine Stratum-1-Zeitquelle, die z. B. in einem als Insel-System aufgesetzten lokalen Netzwerk (LAN) eingesetzt werden kann. Aber auch in global angebundenen Netzwerken kann eine solche lokale Zeitquelle sehr sinnvoll sein, da für über das globale Netz bezogene Zeit-Referenzen die Qualitätsprobleme durch die teils großen Entfernungen und vor allem die Variationen durch die IP-Paketvermittlung in der Regel dazu führen, dass eine so generierte Zeit-Referenz relativ deutlich in der Qualität hinter der zuvor genannten Methode zurückbleibt. Lediglich spezielle Vernetzungen (etwa für wissenschaftliche Zwecke, z. B. mit Glasfasern und Spezialverstärkern) übertreffen die Möglichkeiten von PPS nochmals. Vermerkt sei, dass man – weil das PPS-Signal nicht die Zeit definiert, aber dafür den Start der Sekunde – die PPS-Funktion mit einer weiteren Zeitquelle kombinieren muss, die das volle Datum und die Zeit bereitstellt. Auf diesem Wege kann die Zeit sowohl akkurat als auch präzise festgestellt werden. Gängige GPS-Empfänger liefern typisch neben einem PPS-Signal auch die Option, auf einem anderen Ausgang für den Abgleich taugliche Zeit- und Datums-Informationen bereitzustellen, etwa per NMEA-Protokoll bzw. über Hersteller-spezifische Erweiterungen dazu. Ebenso lassen sich Eckwerte wie Pulsbreite oder relevante Flanke der angebotenen PPS-Signale auf den Ausgängen des Geräts häufig per Steuerkommando konfigurieren. Weiterhin gibt es Modelle, die Status-Angaben über die aktuelle Genauigkeit und Betriebsdaten (z. B. für eine zwischengeschaltete PLL-Stufe die Rückkopplungsspannung und die aktuelle Drift, etwa bedingt durch veränderliche Temperaturverhältnisse) des PPS-Signals zur Verfügung stellen.